# Cryptotermes
Cryptotermes es un género de termitas  perteneciente a la familia Kalotermitidae que tiene las siguientes especies:

## Algunas especies
- Cryptotermes abruptus Scheffrahn and Krecek, 1998
- Cryptotermes brevis (Walker, 1853)
- Cryptotermes cavifrons Banks, 1906
- Cryptotermes colombianus Casalla et al, 2016
- Cryptotermes cynocephalus Light, 1921
- Cryptotermes fatulus (Light, 1935)
- Cryptotermes havilandi (Sjostedt, 1900)
- Cryptotermes longicollis (Banks, 1918)